# Eupatoria (Ponto)
Eupatoria o Magnopolis era una città ellenistica del regno del Ponto. Fu fondata da Mitridate VI poco a sud di dove il fiume Lico si getta nel fiume Iris, nella parte occidentale della fertile pianura di Phanaroea.
Eupatoria si trovava all'incrocio tra due importanti strade che attraversavano il Ponto: la prima che correva da est ad ovest, dall'Armenia Minore alla Bitinia; la seconda da nord a sud, da Amiso a Cesarea Mazaca.
La strada da est a ovest, continuava attraverso le montagne fino al fiume Destek e poi a  Laodicea Pontica (moderna Ladik), poi al fiume Halys (Kızılırmak), al fiume Amnias (Gökırmak), attraverso la Paflagonia fino in Bitinia. La strada nord-sud andava da Amisus (moderna Samsun) lungo il fiume Iris fino ad Amaseia (Amasya), poi a Zela (Zile), nella pianura anatolica fino a Caesarea Mazaca (Kayseri).
Gneo Pompeo Magno rifondò la città nel 63 a.C. al termine della terza guerra mitridatica con il nome di Magnopolis e ne estese i suoi territori fino a includere la parte occidentale della pianura di Phanaroea. Più tardi Strabone visitò la città.